# Gaspar da Cruz

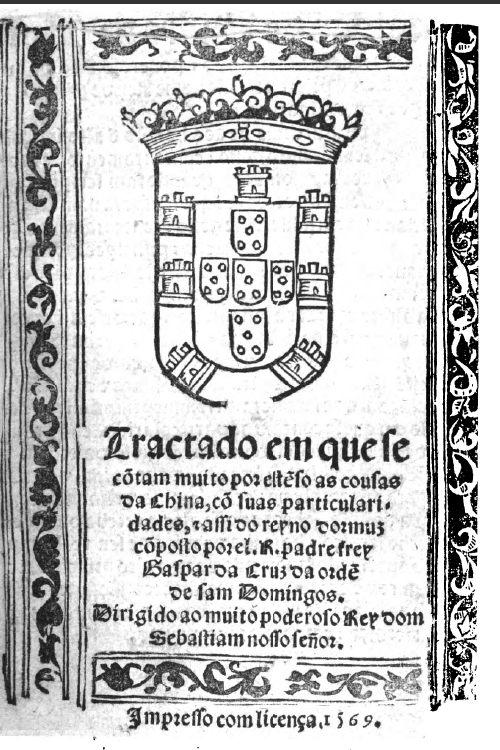
Titel seines berühmten Buches

Frei Gaspar da Cruz (* 1520 in Évora; † 5. Februar 1570 in Setúbal) war ein portugiesischer Dominikaner. Er wirkte als Missionar in Asien und war Autor des ersten in Europa gedruckten Buches über China.

## Leben
Nachdem er dem Dominikanerorden beitrat, ging er 1548 als Missionar nach Asien. Dort gründete er Dominikanerklöster, so in Goa und Malakka. Er gilt als erster christlicher Missionar in Kambodscha und wirkte auf Hormus und in China. Da Cruz kehrte vermutlich 1564 nach Portugal zurück, wo er vermutlich im Alentejo lebte und sein bekannt gewordenes Buch schrieb. Er widmete sich 1569 der Bekämpfung der Pest, der er 1570 dabei selbst erlag.

## Sein Buch
Bedeutung erlangte sein Buch Tractado em que se cõtam muito por estẽso as cousas da China, cõ suas particularidades, e assi do reyno dormuz. In heutigem Portugiesisch heißt es: Tratado em que se contam muito por extenso as coisas da China com suas particularidades e assim no reino de Ormuz (deutsch: Abhandlung, die sehr ausführlich die Dinge über China mit seinen Eigenheiten erzählt und ebenso die des Königreichs in Hormuz), und wird heute meist verkürzt als Tratado das coisas da China (port.) oder A Treatise of China (engl.) betitelt.
Es wurde 1569 (andere Quellen 1570) von André de Burgos in Évora verlegt. Das Werk gilt als das erste in Europa gedruckte Buch über China und als erste seriöse europäische Veröffentlichung zu China seit Marco Polos Reiseberichten im 13. Jahrhundert. Es wird auch außerhalb wissenschaftlicher Zusammenhänge zitiert und gelegentlich neu aufgelegt.